# Autobiografia de Weni
L’Autobiografia de Weni (o Uni), és una inscripció feta sobre pedra calcària en un dels murs de la cambra funerària de Weni el Vell, qui va ser un important oficial de la sisena dinastia durant els regnats de Teti II, Pepi I i Merenre I, a finals del Regne Antic (aproximadament entre el 2340 i el 2280 aC). La llosa va ser trobada al cementiri d’Abidos i actualment es troba al Museu Egipci del Caire.
La inscripció consta de 51 columnes de jeroglífics finament tallats i originalment pintats, precedides per una línia horitzontal que conté una pregària d’ofrena. Així i tot, la pedra ha patit el pas del temps i hi ha algunes llacunes i buits. El contingut és de caràcter biogràfic, un gènere nascut i desenvolupat a l’antic Egipte entre la quarta i la sisena dinastia.

## Context de la troballa
L’autobiografia va ser descoberta l’any 1860 per Auguste Mariette, el primer director del Servei d’Antiguitats d’Egipte, al Cementiri Mitjà d’Abidos, juntament amb les tombes d’altres oficials de la cinquena i sisena dinastia. Tot i així, l’estudi de la peça es va aprofundir a partir de l’anàlisi del seu context i de la tomba de Weni durant les campanyes d’excavació de la Universitat de Michigan entre 1996 i 2001, amb l’arqueòloga Janet Richards al capdavant.
A més de la mastaba de Weni es van identificar dues més de finals del Regne Antic: la del visir Iuu i la d’Idi/Nekhty, essent la primera una mica anterior a la de Weni i la segona una mica posterior o contemporània. L’any 1999 es descobreix una pedra calcària que identifica a Weni com a fill de l’esmentat visir Iuu, evidenciant una relació entre la proximitat espacial i el vincle familiar de totes dues cambres funeràries.
A l’aixovar de Weni es van trobar restes d’estàtues consagrades al difunt i ceràmica egípcia local i llevantina del Bronze Antic III. Algunes d’aquestes peces presenten restes resinoses o greixoses, altres és possible que continguessin vi. S’ha detectat també que la seva cambra funerària va ser cremada, les inscripcions tapiades i les estàtues destruïdes, esquitxant amb oli els murs per a intensificar els efectes del foc.
Es planteja que aquesta destrucció sistemàtica fos resultat d’una damnatio memoriae durant una batalla del Primer Període Intermedi (2260-2035 aC) entre Heracleòpolis i Tebes. Tal com s’esmenta a les Ensenyances per a Merikare, conflicte hauria tingut lloc a la zona de Tinis, molt a prop d’Abidos.
Anys després, durant el Regne Mitjà (2035-1785 aC), es repara una bretxa de la cambra funerària de Weni, demostrant un interès per restaurar la integritat de la tomba.

## Inscripció

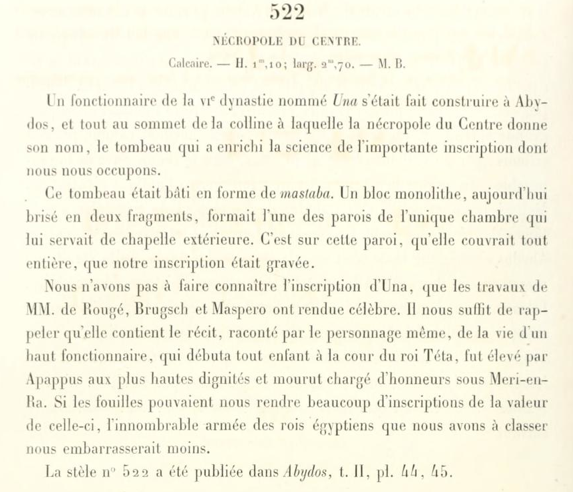
Descripció de l'Autobiografia de Weni feta per Auguste Mariette.

### Contingut
L’Autobiografia de Weni narra cronològicament els fets més destacables de la seva vida fins al moment en què es va fer la inscripció. Comença amb la pregària d’ofrena, el seu nom i els càrrecs més importants que fins al moment havia ocupat: Compte i governador de l'Alt Egipte.
Weni comença la seva carrera durant el regnat de Teti, amb càrrecs menors com ara la custòdia del magatzem o relacionats amb la supervisió i la inspecció d’espais o grups (com ara els sacerdots). És durant el regnat de Pepi quan Weni va assolint càrrecs de major rang, arribant a ser molt proper al rei i, per tant, a les altes esferes de poder. A la inscripció Weni es mostra com el servent més lleial, el més lloat i el més estimat pel rei, volent donar la imatge de ser el seu preferit d’entre tots els subordinats del regne. Un dels càrrecs que va dur a terme durant el regnat de Pepi va ser el de guardià i escolta d’aquest mateix rei. Weni presumeix ser l’home de més confiança, el més digne i el més estimat per Pepi perquè el rei li explicava els secrets només a ell i a cap oficial més.
Temps després, Weni és enviat com a comandant d’un gran exèrcit amb tropes de l’Alt i del Baix Egipte per a combatre els “habitants de les sorres”. Weni destaca la seva fermesa a l’hora de comandar aquest exèrcit, no permetent cap mena d’indisciplina o ràtzia descontrolada. La campanya va ser exitosa i va suposar tant la destrucció i el saqueig de les terres com la presa de captius. Weni va ser recompensat i lloat pel rei Pepi, rebent com a obsequi un sarcòfag de pedra calcària de Tura. També va ser enviat almenys quatre vegades en campanyes contra aquests “habitants de les sorres” quan es rebel·laven. D’aquestes campanyes, Weni no dona massa informació, però hi destaca les seves capacitats com a estrateg. Weni remarca tant les seves campanyes militars perquè el fet de comandar expedicions en nom de l’estat demostrava, al Regne Antic, tenir el favor del rei.
És el rei Merenre qui fa a Weni Compte i governador de l’Alt Egipte. Per descomptat, Weni també presumeix ser algú molt estimat i apreciat per aquest rei. Com a governant de l’Alt Egipte, Weni diu haver complert les seves obligacions amb gran devoció i de forma perfecta. Durant aquesta etapa de la seva vida, per ordre del rei, Weni cava cinc canals a l’Alt Egipte. Finalment, la inscripció tanca ressaltant l’alta estima que els seus familiars (pare, mare i germans) tenien cap a Weni i dient que està honrat per Osiris.
A partir d’altres inscripcions i estudis, podem saber que després de la realització de l’autobiografia, Weni va ostentar el càrrec de jutge en cap i visir. A més, sabem que va morir i va ser enviat a Abidos pel rei Merenre; l’estil sigil·logràfic de la tomba també confirma aquesta cronologia de mort.

## Discussió i anàlisi
Tot plegat, l’autobiografia de Weni exemplifica el sistema social en l'Antic Egipte. Un sistema que, fins la setena dinastia (Primer Període Intermedi), s’articula al volant del rei. Tot allò que Weni diu que fa té importància en tant que demostra la seva fidelitat, no donant gran importància als títols o als èxits personals de per se. L’element vertebrador amb què Weni vol demostrar la seva posició a la jerarquia és, per tant, el seu vincle amb el rei.
Pel que fa a l’estructura, en termes generals, compleix amb les parts que una biografia prototípica de la cinquena i sisena dinastia sol tenir, imitant en estil i format imita en estil i format les inscripcions reials de les piràmides.
L’onomàstica no s’especifica, però els títols i els càrrecs sí. Altrament, la pregària i l’apel·lació a Osiris per a protegir la tomba també hi són, complint de nou amb el prototip. Finalment, hi podem trobar els fets més importants i l’anomenat “catàleg de virtuts”, un retrat moral de l’individu que diu coses bones d’ell. Aquestes dues seccions són les que més es desenvolupen al llarg de la cinquena i sisena dinastia en comparació amb les biografies de la quarta. En el cas de Weni, no es dedica un apartat exclusiu al “catàleg de virtuts”, però és evident al llarg de la narració que hi ha una intenció de ressaltar les seves virtuts i deixar clar a qui ho llegís que Weni actuava d’acord amb el maat: el principi d’ordre, veritat i justícia de la cosmovisió egípcia.
Finalment, cal destacar també, que malgrat existir un progrés en la seva carrera com a funcionari i haver-se plantejat sovint la vida de Weni com a un exemple de certa mobilitat social per mèrits propis, Weni ja venia d’una família poderosa. De fet, s’ha deduït que la importància d’aquesta família es perpetua a partir de la troballa de l’estela de Mezenet (CGC 1576), qui s’identifica com a neta del visir Iuu i, per tant, seria filla o neboda de Weni.